# Panneau de grandes particules orientées
Pour les articles homonymes, voir OSB.

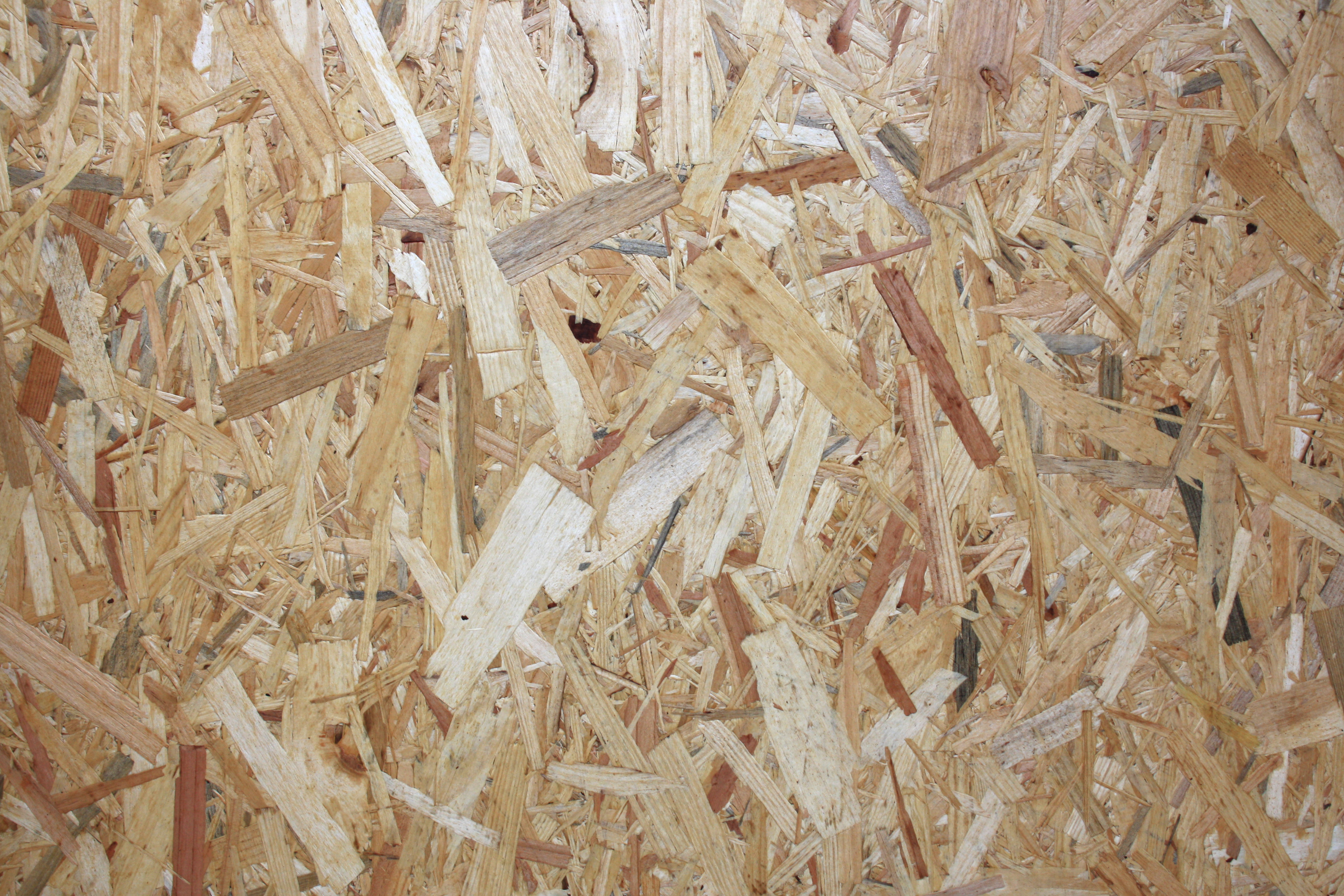
Détail d’un panneau d’OSB

Un panneau de lamelles minces, longues et orientées ou OSB (pour oriented strand board, l'appellation anglophone) est un panneau en plusieurs couches principalement constitué de copeaux de bois, orientés dans des directions spécifiques, liés sous pression et à chaud, par une résine, le liant. Ce panneau est aussi appelé panneau de particules orientées, panneau à copeaux orientés, panneau structural orienté ou Aspenite au Québec.
L'épaisseur de ce type de panneau se situe généralement entre 6 et 25 mm. Il est utilisé dans la construction en bois comme revêtement intermédiaire et de contreventement, en toiture et plancher.

## Fabrication

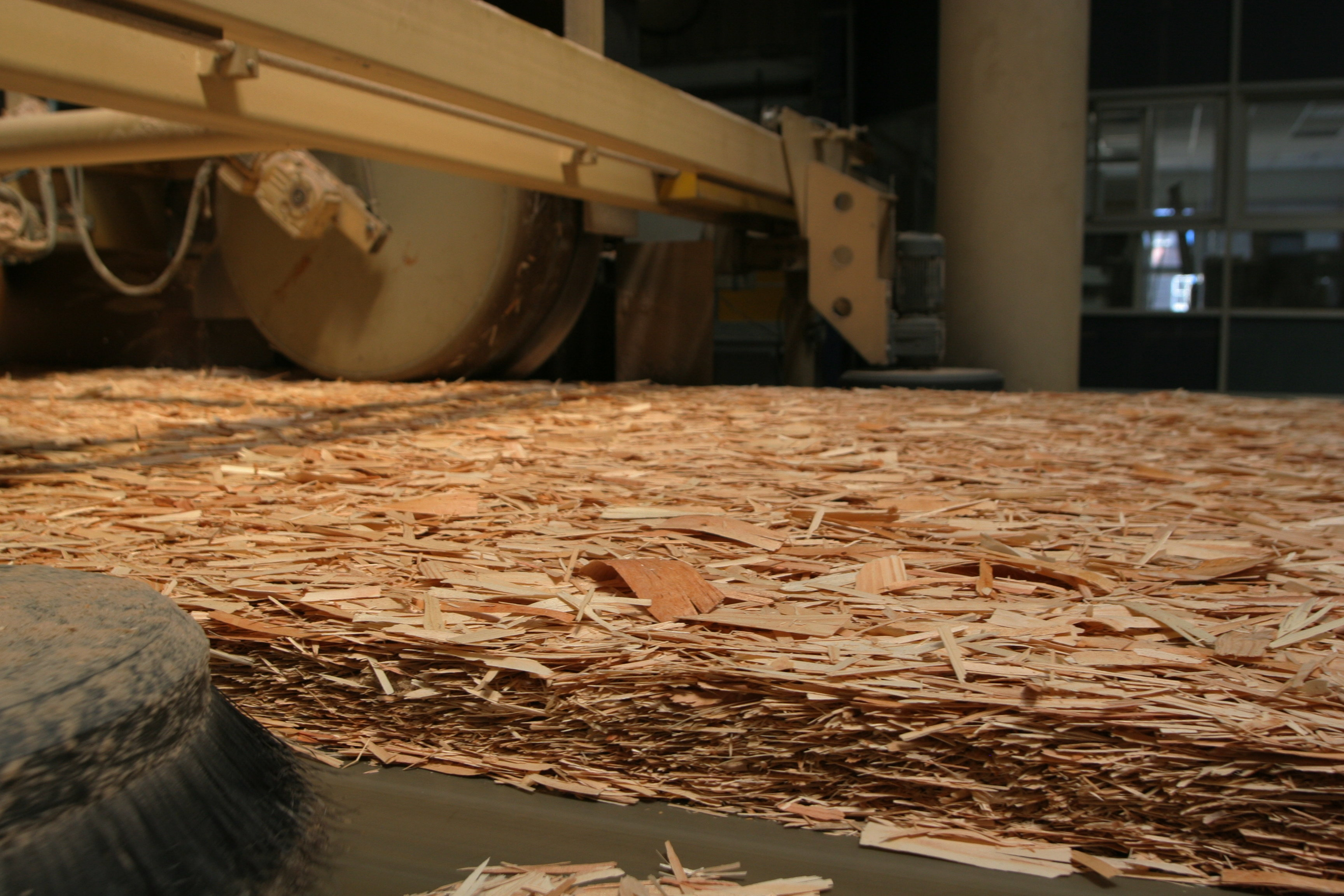
Étape de fabrication de l'OSB

Tout comme les panneaux de particules, les panneaux d’OSB étaient à l’origine produits à partir de résidus de placages et de contreplaqués, de faible coût. Au Québec, les panneaux OSB sont fabriqués à partir d'essences de faible densité, comme le peuplier faux-tremble,. En France, l'OSB était traditionnellement fabriqué à partir de bois principalement résineux, mais la proportion de bois feuillus (aulne, châtaignier, peuplier) a beaucoup progressé pour des raisons économiques, mais aussi d'impact écologique.
Ils sont fabriqués à partir d’un « matelas » de petits copeaux de bois rectangulaires compressés et encollés avec de la cire et de la résine (95 % de bois et 5 % de cire et de résine). Les couches sont créées par le déchiquetage du bois en lamelles, qui sont ensuite triées et orientées sur tapis. Le nombre de couches est déterminé en partie par l'épaisseur du panneau, mais il est limité par les équipements du site de production.
Parmi les résines utilisées, on peut citer :
- mélamine-urée-formol (MUF)
- phénol-formaldéhyde (phénoplaste PF)
- isocyanate (PMDI)

Le « matelas » est placé dans une presse thermique soit à étages, soit en continu, pour permettre de compresser les lamelles et d’activer le durcissement de la résine qui les imprègne.
Les panneaux sont ensuite découpés et peuvent être rainurés pour la réalisation de dalles.

## Contreplaqué vs OSB
L'OSB a sur le contreplaqué plusieurs avantages. Lancés fin des années 1970, les panneaux à copeaux orientés ont remplacé progressivement les panneaux contreplaqué, dans les applications de la construction du moins. Un procédé de fabrication très automatisé, l’utilisation d’essences de bois feuillus sous-utilisées et un prix plus intéressant lui ont permis de prendre les parts de marché du contreplaqué.
Contrairement au contreplaqué, l'OSB peut être conçu dans des formulations spéciales pour différents types de climats et de projets. De plus, une couche de matériau résistant au feu peut être ajoutée à l'OSB en usine. Le contreplaqué ne dépasse pas généralement sept plis, tandis qu'une feuille d'OSB est composée d'environ 50 couches de copeaux compressées dans la même épaisseur, les panneaux OSB n'ont pas les nœuds et les vides qui sont courants dans les panneaux de contreplaqué. Les panneaux OSB peuvent être fabriqués en usine dans des longueurs allant jusqu'à 7 mètres, tandis que le contreplaqué est limité par la taille des arbres à 3 mètres. En raison de l'épaisseur de l'OSB, ses valeurs de cisaillement sont environ le double de celles du contreplaqué, ce qui explique pourquoi il est de plus en plus utilisé pour les âmes des poutres en I. La fabrication de contreplaqué nécessite d'abattre des arbres de grand diamètre dans des forêts anciennes, tandis que l'OSB est fabriqué à partir d'arbres de petit diamètre. Ce n'est pas véritablement un argument écologique puisqu'on sait que beaucoup de forêt sont abattues selon une période de rotation courte, conduisant à la disparition ancienne.

## Propriétés
Les panneaux OSB ont remplacé dans de nombreuses utilisations les panneaux de fibres de bois aggloméré, en particulier dans les structures des habitations d’Amérique du Nord. Ils peuvent être utilisés pour les murs, les planchers et les toitures.
Ils peuvent être résistants à l’eau ou au feu, mais ne sont pas recommandés pour des usages extérieurs sans protection ou surfaçage supplémentaire. 
Certains fabricants traitent les lamelles de bois avant fabrication pour résister aux champignons et aux insectes xylophages, comme les termites.
La densité des panneaux est d'environ 600 à 700 kg/m3 et varie selon les fluctuations de la production.

## Santé et sécurité
Les résines utilisées sont souvent émettrices de composés organiques volatils (COV), tel que le formaldéhyde. Ces émissions sont fortement atténuées lorsque l'OSB est recouvert par un parement. La vigilance est donc requise dans leur utilisation dans les pièces à vivre, surtout si les plaques sont laissées nues. Il est de plus en plus fréquent de trouver de l'OSB sans formaldéhyde (classe E1) qui ne contient pas plus de formaldéhyde que le bois naturel : celui-ci est utilisable en intérieur.

## Types
Quatre types d'OSB sont définis dans la norme européenne EN 300 :
- OSB/1 : utilisation générale, panneaux non travaillant et panneaux pour aménagement d'intérieur pour une utilisation à sec
- OSB/2 : panneaux travaillant pour une utilisation à sec
- OSB/3 : panneaux travaillant pour une utilisation en conditions humides
- OSB/4 : panneaux travaillant sous contrainte élevée pour une utilisation dans des conditions humides

## Normes européennes
Beaucoup de normes européennes définissent les performances et caractéristiques des panneaux OSB, ainsi que les catégories d'usage.

## OSB en France
La France ne possède plus qu'un site de production d'OSB : SwissKrono à Sully-sur-Loire (400 000 m3/an avec une presse en fonction continue). 
Il est difficile de connaître la consommation française d'OSB mais malgré l'augmentation de la construction à ossature bois (il faut en moyenne 2 à 3 m3 d'OSB par maison), elle était estimée en France à 300 000 m3/an en 2006 alors qu'elle était de 7 millions en Amérique du Nord en 2000.

## Utilisation
La plupart du volume produit dans le monde est fabriqué et consommé en Amérique du Nord.
Les panneaux sont utilisés dans les travaux de gros œuvre, dans l'aménagement intérieur, l'ameublement et la décoration, mais aussi pour l'emballage (caisses) et pour le coffrage de béton. La surface de l'OSB n'étant pas parfaitement lisse (échardes), il convient de la retravailler pour les usages décoratifs, notamment en mobilier ou au sol.